# Onthophagus japonicus
Onthophagus japonicus là một loài bọ cánh cứng trong họ Bọ hung (Scarabaeidae).